# ثيو غرين
ثيو غرين (بالإنجليزية: Theo Green)‏ هو مدرب خيول أسترالي، ولد في 19 نوفمبر 1925، وتوفي في 4 مايو 1999.